# Carl Hofer (producteur)
Carl Hofer (né le 16 janvier 1894 à Vienne, mort le 1er décembre 1954 dans la même ville) est un producteur autrichien de cinéma.

## Biographie
Hofer étudie le droit avant de rejoindre le cinéma peu après la fin de la Première Guerre mondiale. En Allemagne, avec son collègue Ottmar Ostermayr, il fonde la société de production commune Lucy Doraine-Film au milieu des années 1920.
Dans les premières années du cinéma sonore, Carl Hofer doit se contenter de toutes sortes de petits détails techniques de production. Pendant la Seconde Guerre mondiale, il travaille comme directeur de production pour diverses sociétés, dont Aco-Film et Deka-Film. Après 1945, il travaille pour Cziffra-Film. Il remporte son plus grand succès public et au box-office avec Hallo Dienstmann, sorti en 1951.

## Filmographie
- 1941 : Mit den Augen einer Frau
- 1942 : …und die Musik spielt dazu
- 1944 : Leuchtende Schatten (de) (inachevé)
- 1946 : Glaube an mich
- 1947 : Visage immortel (de)
- 1948 : La Reine de la route
- 1948 : Valse céleste
- 1948 : Lambert fühlt sich bedroht
- 1949 : Amour d'enfer (de)
- 1950 : Le baiser n'est pas un péché
- 1951 : Le Vieux Pécheur
- 1951 : Hallo Dienstmann
- 1952 : Du bist die Rose vom Wörthersee
- 1952 : Ideale Frau gesucht
- 1954 : La Faute du docteur Frank